# Arquivo Público do Estado de Santa Catarina
O Arquivo Público do Estado de Santa Catarina (APESC) está localizado no bairro Kobrasol, em São José, Santa Catarina. É subordinado à Secretaria de Estado da Administração e, desde 1960, vem cumprindo sua função de recolher, preservar, organizar e prestar assessoramento técnico, divulgando o patrimônio documental e colaborando com programas culturais e educativos do Estado de Santa Catarina.

## Histórico
O Arquivo foi criado pela Lei nº 1.196 de 26 de setembro de 1918, no Governo de Felipe Schmidt. Nessa ocasião, o fato de não ter sido designado um diretor provocou sua extinção natural, pois não há registro de ações no período compreendido entre os anos de 1918 a 1931.
Por meio do Decreto nº 186, de 28 de dezembro de 1931, no governo do interventor federal Ptolomeu de Assis Brasil, o Arquivo Público foi novamente estabelecido. Contudo, dois anos depois, em 1933, já no governo do interventor federal Aristiliano Ramos, o Arquivo Público foi extinto por meio do Decreto nº 349, de 10 de maio.
Em 1960, no Governo de Heriberto Hülse, o Arquivo Público foi instituído pela Lei nº 2.378, de 28 de junho, e subordinado à Secretaria de Estado dos Negócios do Interior e Justiça.